# Edward Smith-Stanley (12e comte de Derby)
Pour les articles homonymes, voir Edward Smith (homonymie), Edward Stanley, Smith, Stanley et Edward Smith-Stanley.
Edward Smith-Stanley, 12e comte de Derby (né le 12 décembre 1752 et mort le 21 octobre 1834), est un noble, parlementaire puis ministre de la Couronne.

## Biographie

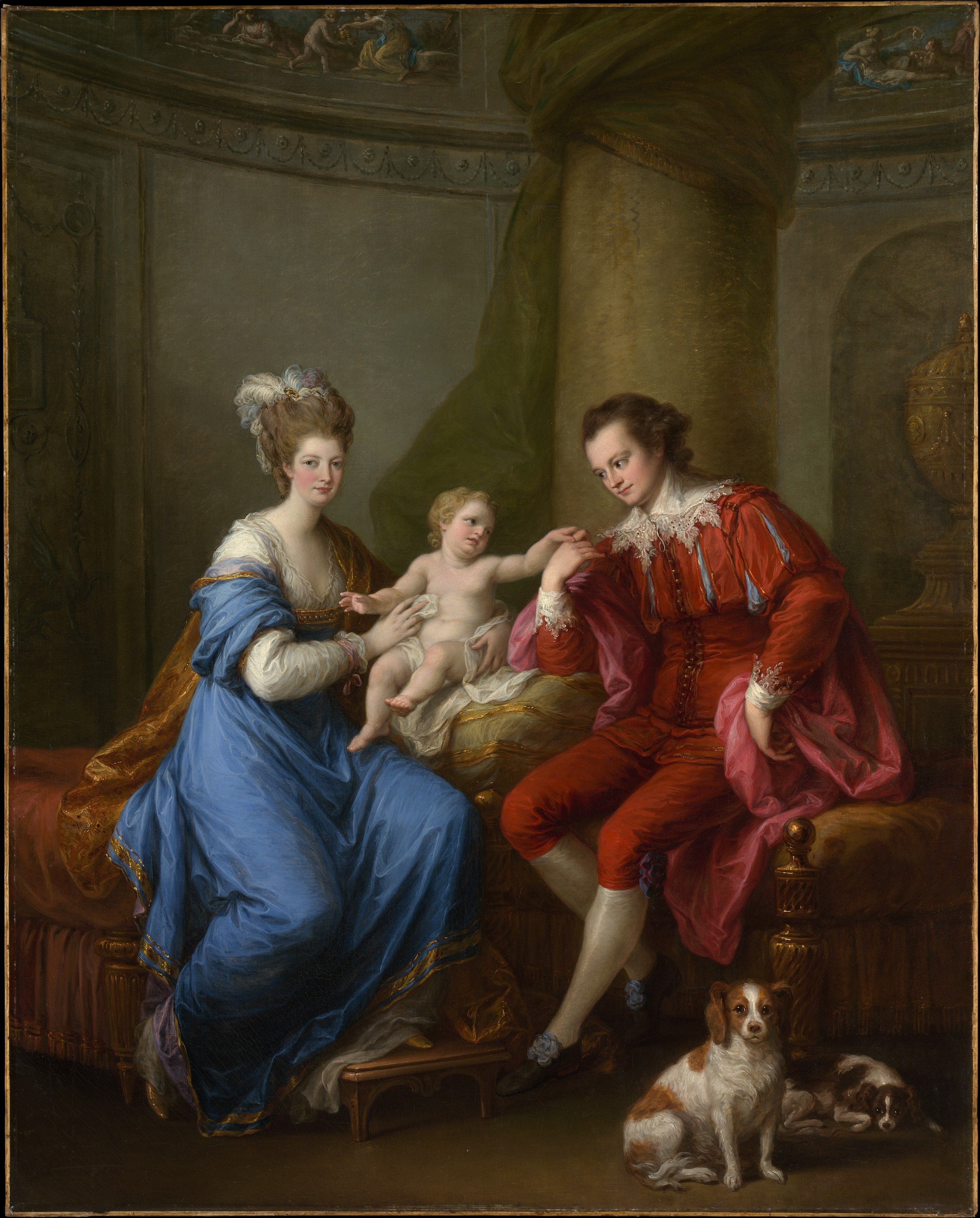
Portrait d'Edward Smith Stanley, 12e comte de Derby, avec sa première épouse et son fils, vers 1776

Fils et héritier de James Smith-Stanley, plus connu Lord Strange (ovp 1771), il étudie à Eton, avant de poursuivre ses études au Trinity College à Cambridge où il est nommé MA.
En 1774, il fait son entrée au Parlement en tant que député Whig pour le Lancashire, jusqu'au mort de son grand-père en 1776, dont il hérite des titres familiaux de noblesse. Nommé lord-lieutenant du Lancashire la même année, il sert en 1783 comme chancelier du duché de Lancastre sous premier ministre le 3e duc de Portland et de nouveau au ministère de tous les talents de 1806 jusqu'à 1807.
Colonel du 4e (King's Own) Regiment depuis 1779, il est vice-admiral du Lancashire de 1809 à 1831, et Juge de paix (J.P.).
Son nom reste associé au terme sportif « derby », d'abord pour une célèbre course hippique (cf. Lord Derby).

## Famille
Il épouse, le 23 juin 1774, Elizabeth Hamilton, fille du 6e duc de Hamilton, ils ont trois enfants :
- Edward Smith-Stanley (le 13e comte) (21 avril 1775 – 30 juin 1851), se marie avec sa cousine Charlotte Margaret Hornby, fille de Geoffrey Hornby, curé de Winwick et sa femme, Elizabeth Hornby (née Smith-Stanley)[3] ;
- Charlotte (17 octobre 1776 – 25 novembre 1805), se marie avec sa cousine, Edmund Hornby[4], frère de Sir Phipps Hornby, fils de Geoffrey Hornby[5] ;
- Elizabeth (29 avril 1778 – 26 décembre 1857), épouse Stephen Thomas Cole, de Twickenham, Middlesex et de Stoke Lyne, Oxfordshire, avec descendance[6].

Il épouse, le 1er mai 1797, Elizabeth Farren. Ils ont une fille, Mary Margaret Stanley. 